# Германоязычные народы

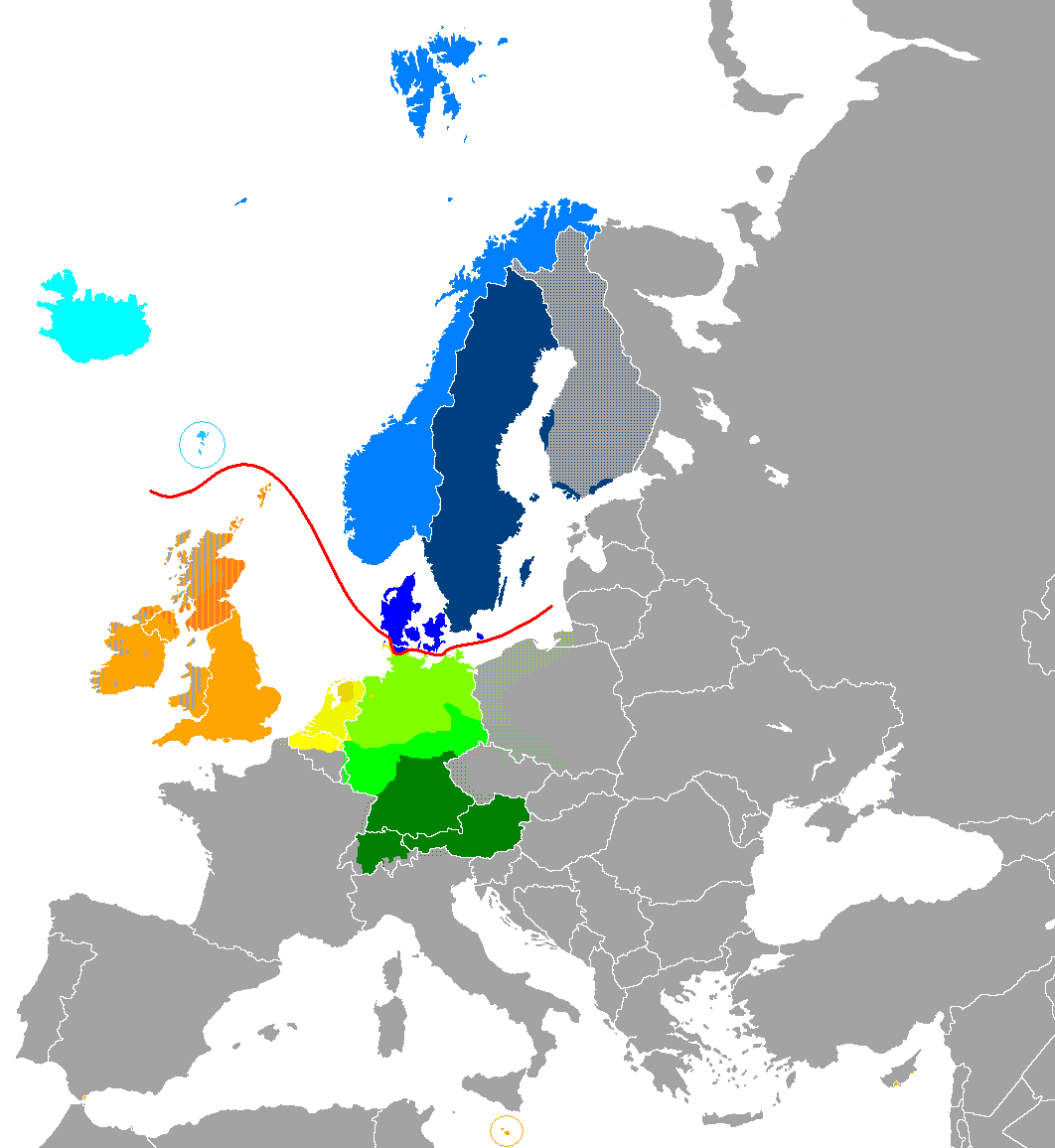
Страны Европы с преобладающим германским населением. Цветами выделены различные языки германской ветви; западногерманские и северогерманские разделены красным.

Германоязы́чные наро́ды, или герма́нские наро́ды — группа этносов, объединённая использованием германских языков.
Германские народы — четвёртая по численности в мире этноязыковая общность, уступающая по численности лишь сино-тибетской языковой семье, а также романской и индоарийской языковым группам, входящих, как и германские языки, в состав индоевропейской языковой семьи. В настоящее время германцы плотно расселены на обширной территории многих стран (краёв, областей, регионов) Северной, Центральной Европы, Северной Америки, Австралии, Новой Зеландии. Германское меньшинство имеется также в государствах Восточной Европы, Южной Америки, Южной Африки и других территориях. 
Общая численность носителей германских языков — около 550 млн человек.

## Германские языки

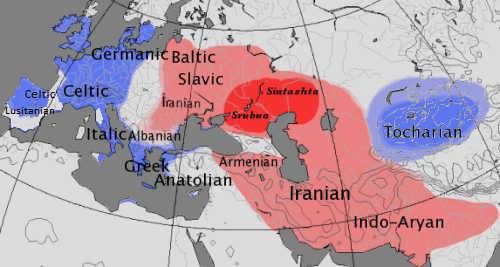
Индоевропейские языки около 500 г до. н. э.. Деление по изоглоссе кентум-сатем. Языки кентум показаны синим цветом, языки сатем красным. Предполагаемая исходная область сатемизации показана ярко-красным цветом

### Классификация германских языков и диалектов
Германские языки делятся на три группы: северную (скандинавскую), западную и восточную.
«Кластеры» в целом соответствуют языкам в лингвистическом смысле слова с выделением хронологических периодов, хотя в последнее время в германоязычном мире возобладала тенденция к выделению более мелких единиц (наречий) в качестве отдельных языков.
- Рунический германский язык

#### Скандинавская (северогерманская) группа
- Древнесеверный язык †
- Западная подгруппа
  - Островной кластер (выделился из древненорвежского)
    - Гренландский язык †
    - Исландский язык
    - Фарерский язык
    - Норн †

  - Континентальный кластер
    - Древненорвежский язык †
    - Норвежский (нюнорск), особенно западные диалекты
- Восточная подгруппа
  - Букмол (датско-норвежский)
  - Датский язык
  - Сконское наречие †
  - Шведский язык
  - Древнегутнийский язык † (ассимилирован шведским языком)

#### Западногерманская группа
- Англо-фризская подгруппа
  - Английский кластер (Anglic)
    - Древнеанглийский язык
    - Среднеанглийский язык
    - Английский язык
      - Американский английский язык
      - Канадский английский язык
      - Австралийский английский язык
      - Новозеландский английский язык

    - Йола (язык) †

  - Фризский кластер
    - Древнефризский язык †
    - Среднефризский язык †
    - Западнофризский язык
    - Восточнофризский язык
    - Севернофризский язык
- Южногерманская подгруппа
  - Нижнефранкский кластер
    - Древненижнефранкский язык
    - Средненидерландский язык
    - Нидерландский язык
    - Африкаанс
    - Лимбургское наречие

  - Нижненемецкий кластер
    - Древнесаксонский язык
    - Средненижненемецкий язык
    - Нижненемецкий язык, вкл. нижнесаксонские диалекты

  - Верхненемецкий кластер
    - Древневерхненемецкий язык
    - Средневерхненемецкий язык
    - Средненемецкие диалекты
      - Западносредненемецкое наречие
        - Люксембургский язык
        - Среднефранкский
        - Рейнскофранкский

      - Идиш (европейский еврейский язык)
      - Вымысориш
      - Восточносредненемецкое наречие, на основе которого сформировался немецкий литературный язык

    - Южнонемецкие диалекты
      - Северноюжнонемецкое наречие
      - Алеманнское наречие, вкл. швейцарский немецкий язык
      - Баварско-австрийское наречие

  - Цимбрский язык

Современные диалекты нижненемецкого и верхненемецкого кластеров объединяются в понятие «немецкий язык», являясь функционально диалектами немецкого литературного языка. Это не относится к идиш и люксембургскому языку.
- Лангобардский язык — точное положение среди германских языков неясно

#### Восточногерманская группа
Все восточногерманские языки вымерли. По некоторым чертам сближается со скандинавской группой, а рядом лингвистов даже включается в её состав.
- Готский язык †
  - Крымско-готский язык †
- Вандальский язык †
- Бургундский язык †
- Герульский язык †
- Гепидский язык †

Как отмечает германист В. П. Берков, ввиду постоянного взаимодействия германских языков между собой их современная генетическая классификация значительно отличается от исторической. В частности, скандинавская группа исторически состояла из западной (норвежский, исландский, фарерский) и восточной (датский, шведский) подгрупп, в настоящее же время, в результате взаимного проникновения языков, северогерманская группа подразделяется на континентальную (шведский, норвежский, датский) и островную (исландский, фарерский) подгруппы. То же самое и с западногерманскими языками, от которых грамматически и лексически обособился английский язык; его носители сегодня совсем не понимают носителей других западногерманских языков.

## Историческое расселение

Карта расселения германских племён на I в.н. э..

Германцы как этнос сформировались на севере Европы из индоевропейских племён, осевших в районе Ютландии, нижней Эльбы и юге Скандинавии. Их стали выделять как самостоятельный этнос только с I в. до н. э. С начала нашей эры наблюдается экспансия германских племён в соседние с ними районы, в III веке они атакуют северные границы Римской империи по всему фронту и в V веке в ходе Великого переселения народов разрушают Западную Римскую империю, расселившись по всей Европе от Англии и Испании до Крыма и даже на побережье Северной Африки.
В ходе миграций германские племена смешивались с более многочисленным коренным населением завоёванных территорий, теряя свою этническую идентичность и участвуя в формировании современных этносов. Названия германских племён дали названия таким крупнейшим государствам как Франция и Англия, хотя доля германцев в составе их населения была относительно небольшой. Германия как национально единое государство было образовано только в 1871 году на землях, занятых германскими племенами в первые века нашей эры, и включало в себя как потомков древних германцев, так и потомков ассимилированных кельтов, ретов, славян и этнически неизвестных племён. Считается, что генетически наиболее близки к древним германцам остаются жители Дании и юга Швеции.
В эпоху Великих географических открытий началась колонизация европейцами других континентов. В результате образования Британской империи большие территории по всему миру оказались под властью британской короны. В эти страны шёл интенсивный поток переселенцев из многих стран Европы при решающей роли английских и британских переселенцев и английского языка как доминирующего. В результате, появился ряд новых германских наций — англо-американцы, англо-канадцы, англо-австралийцы, англо-новозеландцы и др.

## Современные народы, относящиеся к германцам
- Скандинавы
  - Северные скандинавы
    - Западные скандинавы
      - Островные скандинавы[источник не указан 1708 дней]
        - Гренландцы †
        - Исландцы
        - Фарерцы
        - Шетландцы
        - Оркнейцы

      - Норвежцы
        - Кольские норвежцы

      - Шведы
        - Финские шведы
        - Балтийские шведы
        - Американские шведы

      - Датчане
- Англичане
  - Англоамериканцы
  - Англоканадцы
  - Англоавстралийцы
  - Англоновозеландцы
- Фризы
- Нидерландцы
  - Африканеры (буры)
  - Фламандцы
- Немцы
  - Пенсильванские немцы
  - Австрийцы
  - Германошвейцарцы
  - Эльзасцы
  - Лихтенштейнцы
  - Тирольцы
  - Люксембуржцы
  - Российские немцы

## Современные государства, где германцы составляют большинство населения

### В Европе
- Исландия (исл. Ísland)
- Фарерские острова (фар. Føroyar)
- Шетландские острова (норн Hjetland, скотс Shetland)
- Оркнейские острова (норн Orknøjar, скотс Orkney)
- Норвегия (нюнорск Kongeriket Noreg, букмол Kongeriket Norge)
- Швеция (швед. Sverige)
- Дания (дат. Danmark)
- Великобритания (англ. United Kingdom of Great Britain and Northern Ireland)
- Нидерланды (нидерл. Nederland)
- Бельгия (нидерл. Koninkrijk België)
- Люксембург (люкс. Groussherzogtum Lëtzebuerg)
- Германия (нем. Deutschland)
- Швейцария (нем. Schweiz)
- Лихтенштейн (нем. Liechtenstein)
- Австрия (нем. Österreich)

### В Северной Америке
- США (англ. United States of America)
- Канада (англ. Canada)

### В Океании
- Австралия (англ. Commonwealth of Australia)
- Новая Зеландия (англ. New Zealand)